# VirusTotal
VirusTotal là một trang web do công ty bảo mật Tây Ban Nha Hispasec Sistemas tạo ra. Ra mắt vào tháng 6 năm 2004, nó đã được Google Inc. mua lại vào tháng 9 năm 2012. Quyền sở hữu của VirusTotal đã chuyển vào tháng 1 năm 2018 cho Chronicle, một công ty con của Alphabet Inc.
VirusTotal kết hợp nhiều phần mềm diệt virus với nhau và là công cụ quét trực tuyến để kiểm tra virus mà chương trình chống virus của người dùng có thể đã bỏ sót. Tệp có thể tải lên trang web có dung lượng tối đa 650 MB. Các nhà cung cấp phần mềm chống virus có thể nhận bản sao của các tệp được gắn cờ mỗi lần quét, để cải thiện phần mềm của họ và mở rộng khả năng của VirusTotal.
Người dùng cũng có thể quét các URL nghi ngờ và tìm kiếm thông qua cơ sở dữ liệu của VirusTotal. VirusTotal phân tích phần mềm độc hại bằng cách sử dụng hộp cát Cuckoo.
VirusTotal được PC World bình chọn là một trong 100 sản phẩm tốt nhất năm 2007.

## Sản phẩm và dịch vụ

### Windows Uploader
Windows Uploader (Trình tải lên của Windows) của VirusTotal là một ứng dụng tích hợp vào menu chuột phải của Windows Explorer, trong Send To> VirusTotal.
VirusTotal lưu trữ tên và các hàm băm khác nhau cho mỗi tệp được quét. Các tệp đã được quét có thể xác định bằng hàm băm SHA256 mà không cần tải lên lần nữa. Vào năm 2017, VirusTotal đã ngừng hỗ trợ Windows Uploader.

### VirusTotal cho trình duyệt
Một vài tiện ích mở rộng dành cho trình duyệt, như VT4Browsers cho Google Chrome và Mozilla Firefox, vtExplorer cho Internet Explorer. Các tiện ích này sẽ gửi tập tin người dùng tải xuống tới VirusTotal để quét.

### Sản phẩm chống virus
Công cụ chống virus được sử dụng quét tệp tải lên
- AegisLab (AegisLab)
- Antiy Labs (Antiy-AVL)
- Aladdin (eSafe)
- AVAST Software (Avast Antivirus)
- AVG Technologies (AVG AntiVirus)
- Avira
- BluePex (AVware)
- Baidu (Baidu-International)
- BitDefender GmbH (BitDefender)
- Bkav Corporation (Bkav)
- ByteHero Information Security Technology Team (ByteHero)
- Cat Computer Services (Quick Heal)
- CMC InfoSec (CMC Antivirus)
- CYREN
- ClamAV
- Comodo (Comodo)
- Criminal IP
- CrowdStrike
- Cybereason
- Doctor Web Ltd. (Dr.Web)
- Emsisoft Ltd. (Emsisoft)
- Endgame
- Eset Software (ESET NOD32)
- Fortinet
- FRISK Software (F-Prot)
- F-Secure
- Gridinsoft
- G Data CyberDefense (G Data)
- Hacksoft (The Hacker)
- Hauri (ViRobot)
- IKARUS Security Software (IKARUS)
- INCA Internet (nProtect)
- Invincea (Invincea, acquired by Sophos)
- Jiangmin (KV Antivirus)
- Kaspersky Lab (Kaspersky Anti-Virus)
- Kingsoft
- Malwarebytes Corporation (Malwarebytes' Anti-Malware)
- McAfee
- Microsoft (Malware Protection)
- MicroWorld (eScan)
- NANO Security (NANO Antivirus)
- Norman (Norman Antivirus)
- Panda Security (Panda Platinum)
- Palo Alto Networks (Palo Alto Networks Threat Intelligence Cloud)
- Qihoo 360
- Rising Antivirus (Rising)
- SentinelOne
- Sophos (SAV)
- SUPERAntiSpyware
- Symantec Corporation (Symantec)
- Tencent
- ThreatTrack Security (VIPRE Antivirus)
- TotalDefense
- Trend Micro (TrendMicro, TrendMicro-HouseCall)
- VirusBlokAda (VBA32)
- Webroot
- WhiteArmor
- Yandex
- Zillya! (Zillya)
- Zoner Software (Zoner Antivirus)

### Công cụ quét trang web
Công cụ quét virus được sử dụng để quét URL.
- ADMINUSLabs (ADMINUSLABS)
- AegisLab WebGuard (AegisLab)
- Alexa (Amazon)
- AlienVault (AlienVault)
- Antiy-AVL (Antiy Labs)
- AutoShun (RiskAnalytics)
- Avira Checkurl (Avira)
- Baidu (Baidu-International)
- BitDefender
- CRDF (CRDF FRANCE)
- C-SIRT (Cyscon SIRT)
- Chong Lua Dao
- CLEAN MX
- Comodo Site Inspector (Comodo Group)
- CyberCrime (Xylitol)
- Dr.Web Link Scanner (Dr.Web)
- Emsisoft (Emsi Software GmbH)
- ESET
- FortiGuard Web Filtering (Fortinet)
- G Data
- Google Safe Browsing (Google)
- K7AntiVirus (K7 Computing)
- Kaspersky URL advisor (Kaspersky Lab)
- Malc0de Database (Malc0de)
- Malekal (Malekal's MalwareDB)
- Malwarebytes hpHosts (Malwarebytes)
- Malwared (Malwared.malwaremustdie.org)
- Malware Domain Blocklist (DNS-BH - Malware Domain Blocklist)
- Malware Domain List (Malware Domain List)
- MalwarePatrol (MalwarePatrol)
- Malwares.com (Saint Security)
- Netcraft
- Opera
- Palevo Tracker (Abuse.ch)
- ParetoLogic URL Clearing House (ParetoLogic)
- Phishtank (OpenDNS)
- Quttera (Quttera Ltd.)
- SCUMWARE (Scumware.org)
- SecureBrain (SecureBrain)
- Sophos
- SpyEye Tracker (Abuse.ch)
- StopBadware (StopBadware)
- Sucuri SiteCheck (Sucuri)
- ThreatHive (The Malwarelab)
- Trend Micro Site Safety Center (Trend Micro)
- urlQuery (urlQuery.net)
- VX Vault
- Websense ThreatSeeker (Websense)
- Webutation
- Wepawet (iseclab.org)
- Yandex Safe Browsing (Yandex)
- ZCloudsec (Zcloudsec)
- ZDB Zeus
- ZeuS Tracker (Abuse.ch)
- Zvelo

### Bộ dữ liệu & công cụ tệp
- Androguard (Anthony Desnos)
- Cuckoo Sandbox (Claudio Guarnieri)
- ExifTool (Phil Harvey)
- Magic descriptor (Linux)
- NSRL information (NIST's National Software Reference Library)
- PDFiD (Didier Stevens)
- pefile (Ero Carrera)
- PEiD (Jibz)
- Sigcheck (Mark Russinovich)
- Snort (Sourcefire)
- ssdeep (Jesse Kornblum)
- Suricata (Open Information Security Foundation)
- Taggant packer information tool (ReversingLabs)
- TrID (Marco Pontello)
- UEFI Firmware parser (Teddy Reed)
- Wireshark (Wireshark Foundation)
- Zemana behaviour (Zemana)
- CarbonBlack (CarbonBlack)

## Bảo mật
Các tệp được tải lên VirusTotal có thể được chia sẻ miễn phí với các công ty phát triển phần mềm chống virus và cũng sẽ được lưu giữ trong máy chủ.
Các tệp và URL được gửi đến VirusTotal sẽ được chia sẻ với các nhà cung cấp phần mềm chống virus và các công ty bảo mật để giúp họ cải thiện dịch vụ và sản phẩm của mình. Theo mặc định, bất kỳ tệp hoặc URL nào được gửi tới VirusTotal được phát hiện bởi ít nhất một trình quét virus sẽ được gửi miễn phí đến tất cả những trình quét khác, kể cả những trình quét virus không phát hiện ra tệp tin. Ngoài ra, tất cả các tệp và URL đi vào một cửa hàng có thể được truy cập bởi người dùng VirusTotal cao cấp (chủ yếu là các công ty/tổ chức bảo mật/chống phần mềm độc hại) để cải thiện các sản phẩm và dịch vụ bảo mật của họ.